# Agrilus machnovskii
Agrilus machnovskii é uma espécie de inseto do género Agrilus, família Buprestidae, ordem Coleoptera.
Foi descrita cientificamente por Stepanov, 1958.